# Justizkanzlei Schwerin

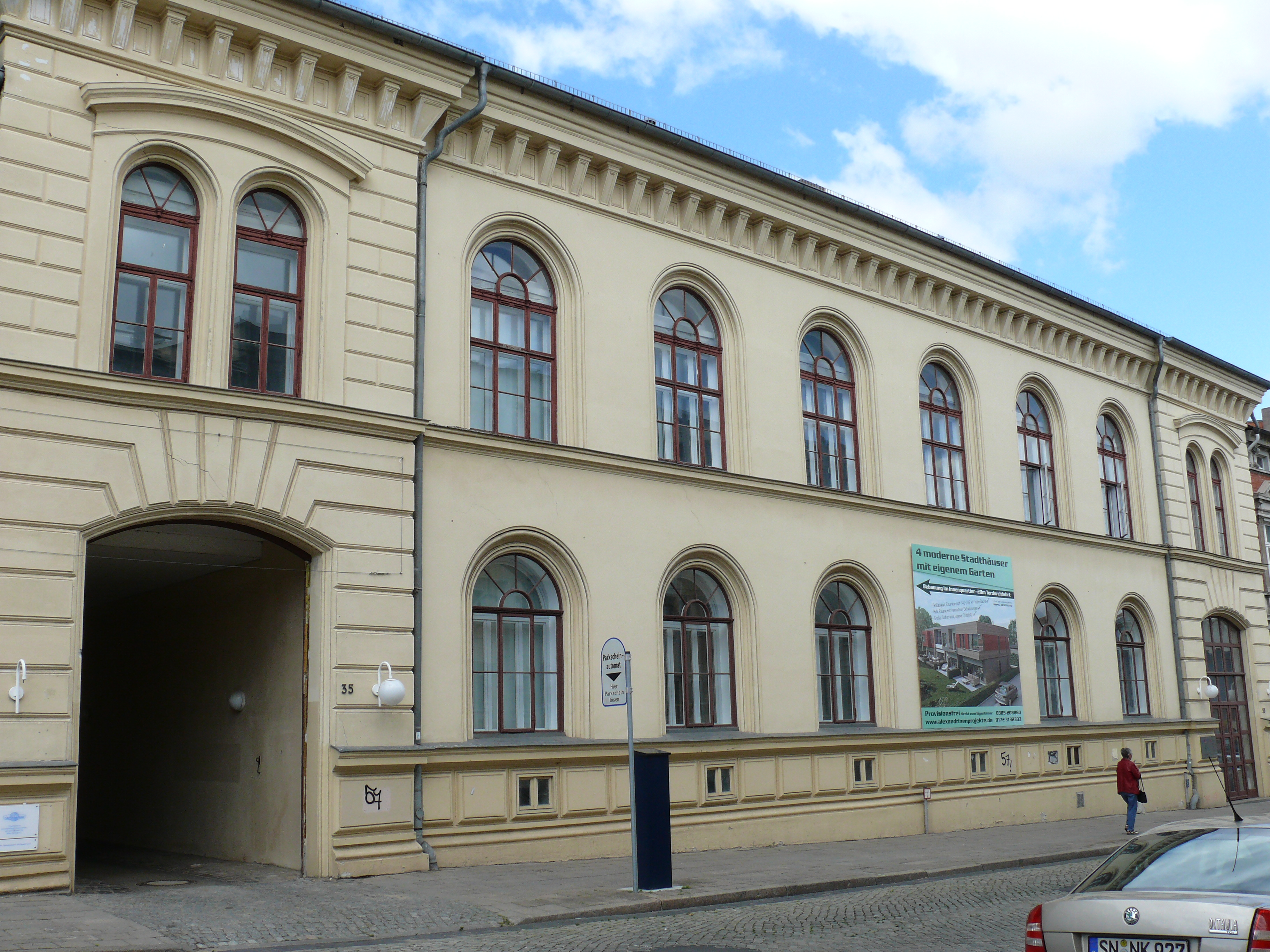
Ehem. Justizkanzlei (2015)

Das Gebäude der ehemaligen Justizkanzlei Schwerin und ein zugehöriges Hofgebäude in Schwerin, Stadtteil Schelfstadt, Schelfmarkt/Schelfstraße 35, sind Baudenkmale in Schwerin. Sie werden seit der Wende durch Anwaltskanzleien, Praxen und Firmen genutzt.

## Geschichte

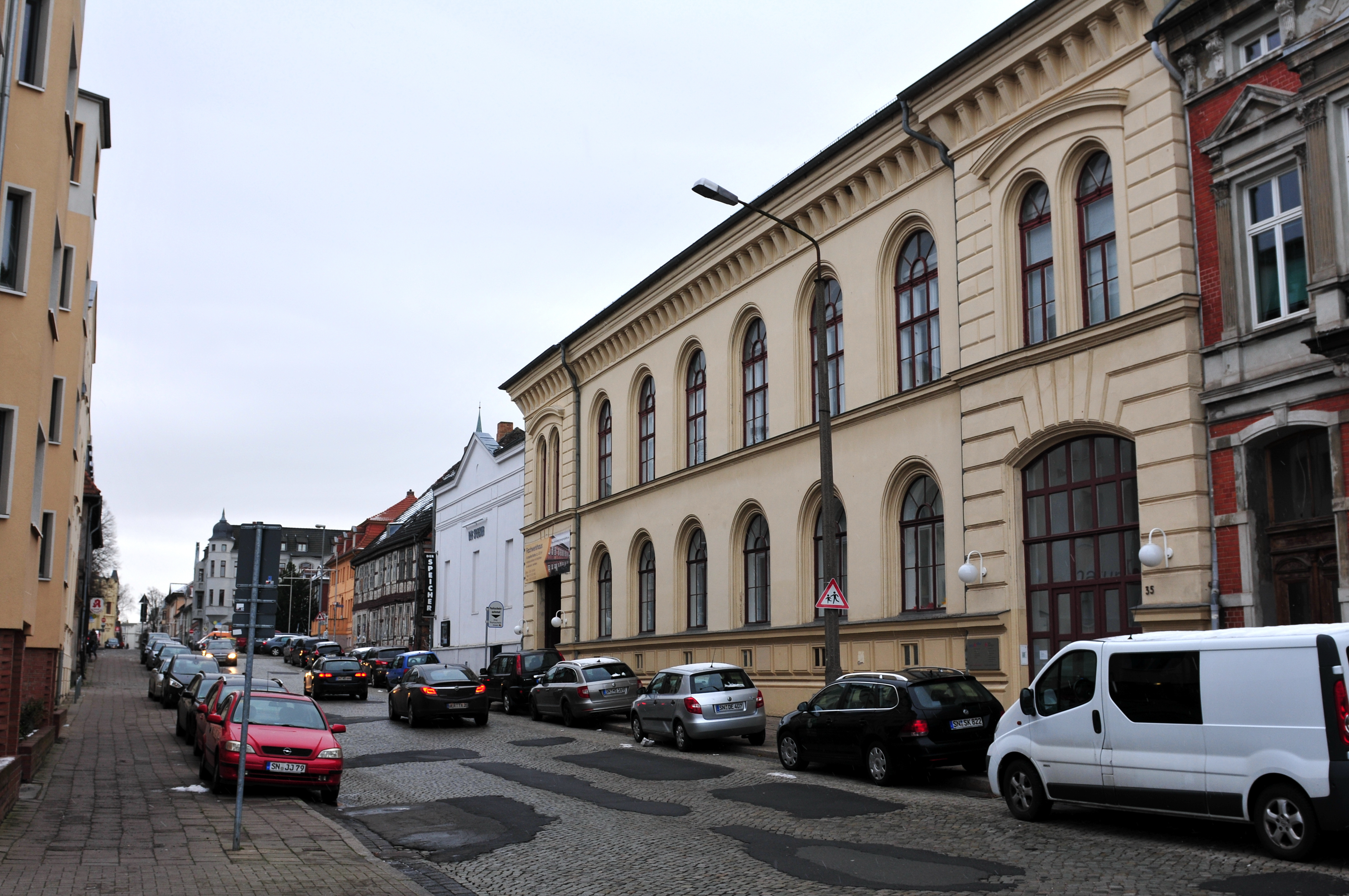
Schelfstraße und Schelfmarkt (2013)

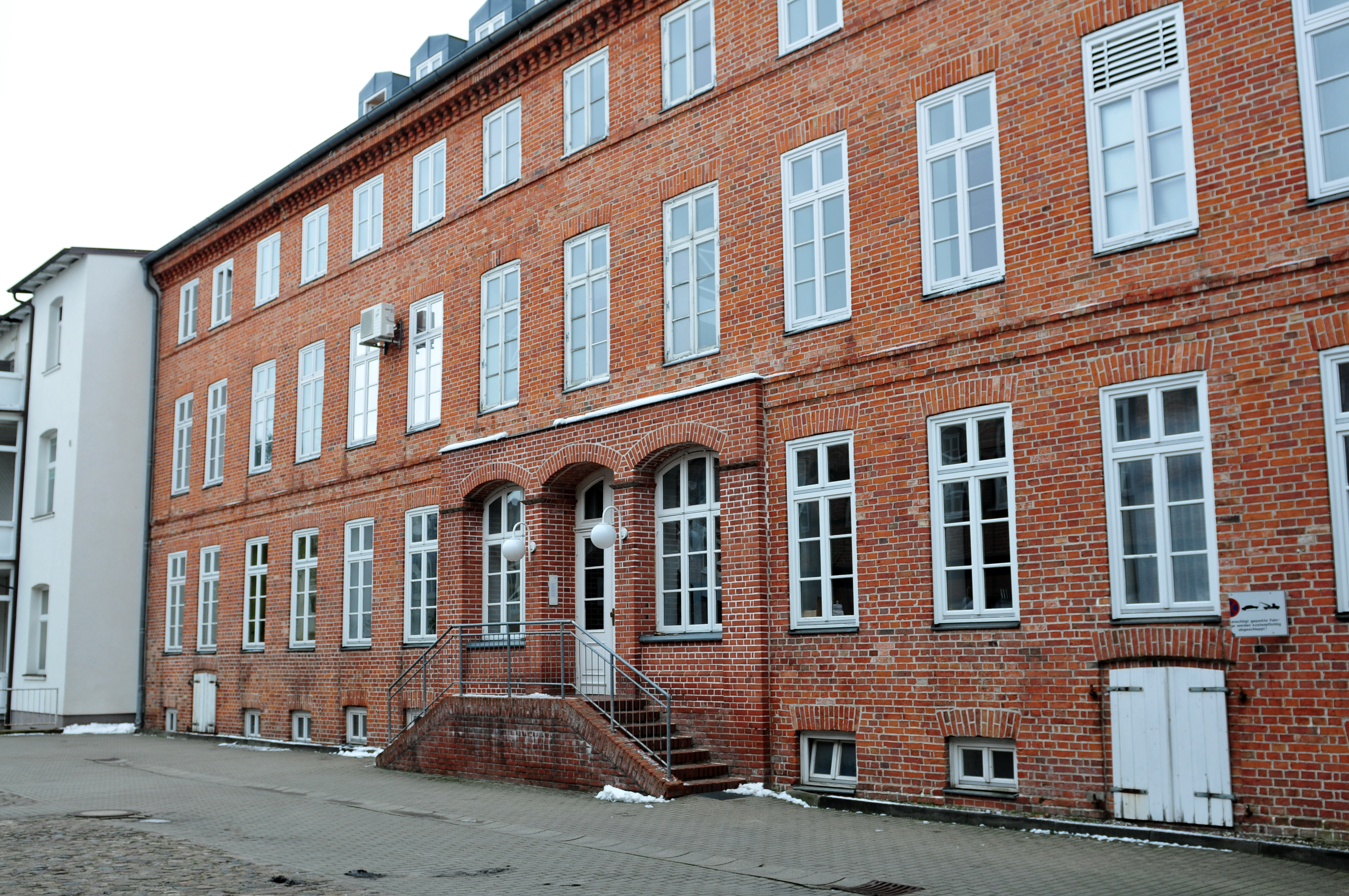
Schelfsstraße Nr. 35, Rückseite (2013)

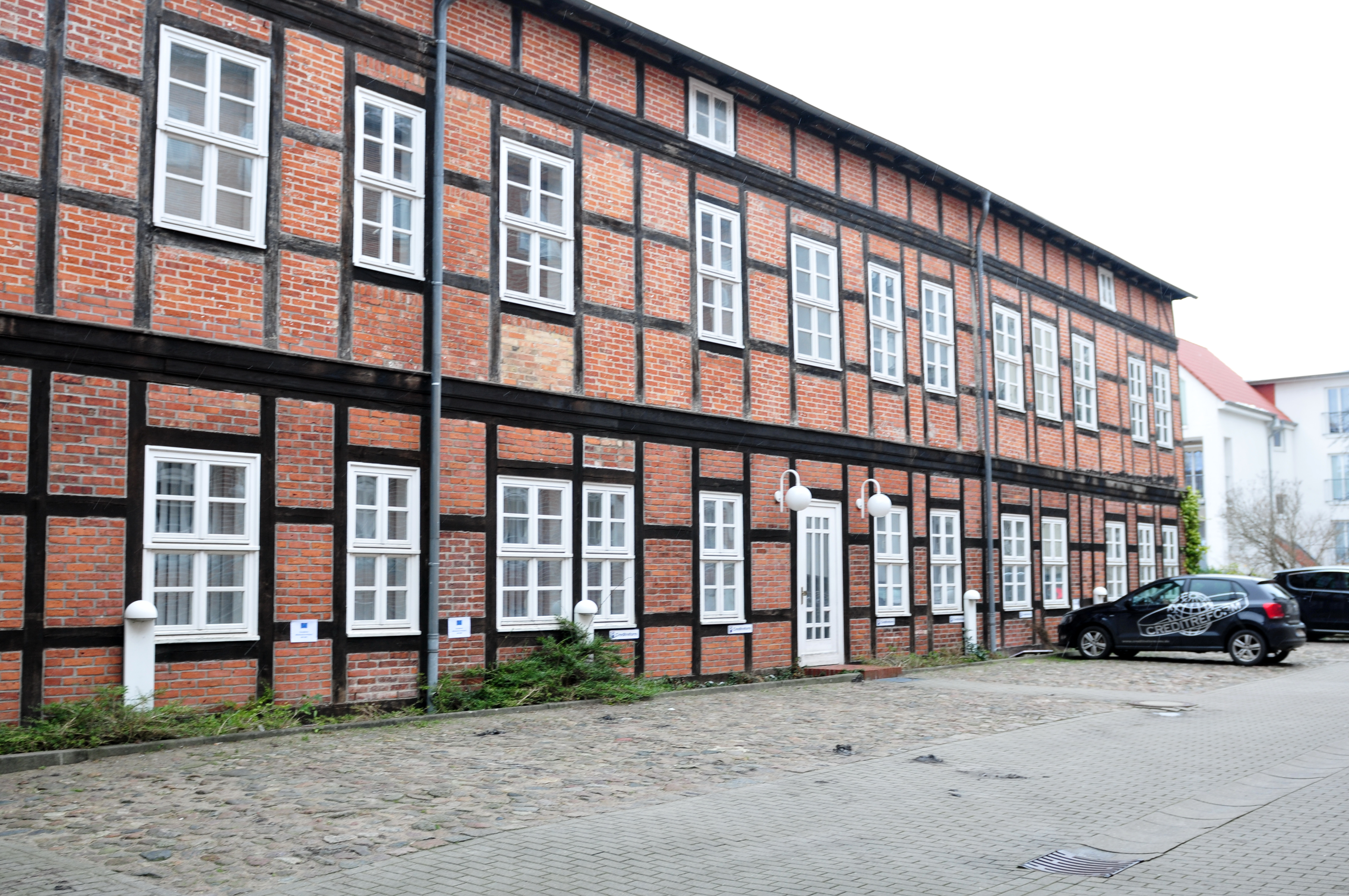
Hofgebäude (2013)

Die Schelfstadt, ursprünglich die Schelfe, seit 1349 auch Neustadt, entwickelte sich seit dem 11. Jahrhundert als zunächst selbstständiger Ort. Im Jahre 1705 erhielt sie das Stadtrecht. Ein späteres Baureglement schrieb die Traufständigkeit und die Höhe der Häuser vor.
Auf dem Grundstück stand zunächst ein dreigeschossiger, staatlich genutzter Fachwerkbau mit einem Mansardwalmdach aus dem 18. Jahrhundert auf gewölbtem Feldsteinfundament. Im Jahre 1812 wurde vom Herzog angeordnet, diese Dienstwohnung des Geheimratspräsidenten Friedrich von Oertzen umzubauen. Das Gebäude auf einem Sockelgeschoss wurde 1813 nach Plänen von Hofbaumeister Johann Georg Barca zu der zweigeschossigen 10-achsigen Justizkanzlei Schwerin ergänzt und umfassend umgebaut. Es gab in Mecklenburg damals zudem Justizkanzleien in Güstrow, Neustrelitz und Rostock.
Im Jahre 1837 kam an Stelle der Fachwerkfassade der klassizistische renaissancehafte Fassadenvorbau mit den Rundbogenfenstern, dem Tor und dem kräftigen Gesims nach Plänen von Hofbaumeister Georg Adolf Demmler. Die Justizkanzlei verblieb hier bis zum September 1878 und zog dann in die Paulsstadt (Wismarsche Straße 133) um.
Das Gebäude wurde nach 1991 saniert. Heute (2020) befinden sich hier Anwaltskanzleien, Firmenbüros und das Versorgungswerk der Rechtsanwälte. Das sanierte zweigeschossige 14-achsige Fachwerkgebäude im Hof wird u. a. durch ein Augenzentrum genutzt. Hinter den beiden Gebäuden entstanden bis 2016 vier Stadtwohnhäuser nach Plänen von Rimpel Leifels Architekten.

## Behördengeschichte
In Schwerin bestand die Kanzlei der Grafen von Schwerin bzw. ab 1358 der Herzöge zu Mecklenburg bzw. Mecklenburg-Schwerin. Mit der Schweriner Rats- und Kanzleiordnung vom 23. Oktober 1569 wurde die Organisation der Verwaltung und Rechtsprechung neu geordnet und die Justizkanzlei Schwerin entstand als Teil der Schweriner Kanzlei. Sie entwickelte sich zu einem Gericht, welches dem Hof- und Landgericht zu Güstrow nachgeordnet war. Ab der Zweiten Mecklenburgischen Hauptlandesteilung 1621 war das Gericht für den Besitz der Schweriner Linie zuständig, der Hamburger Vergleich von 1701 systematisierte den Zuschnitt der Mecklenburger Teilherzogtümer und regelte die Zuordnung des Besitzes von Mecklenburg-Güstrow. Damit erweiterte sich der Sprengel der Justizkanzlei Schwerin. Am 1. Oktober 1818 wurde das Oberappellationsgericht Parchim für beide Mecklenburgischen Staaten als Oberappellationsgericht gegründet. 1840 wurde es nach Rostock verlegt.
Gerichte zweiter Instanz waren die Justizkanzleien Schwerin (mit verkleinertem Sprengel), Güstrow und Rostock. Mit der Verordnung zur Ausführung des Gerichtsverfassungsgesetzes vom 27. Januar 1877 vom 31. Mai 1879 wurden die Änderungen der Reichsjustizgesetze umgesetzt. Die bisherigen Gerichte, darunter die Justizkanzlei Schwerin, wurden aufgehoben und es wurden 43 Amtsgerichte, drei Landgerichte (darunter das Landgericht Schwerin) und ein Oberlandesgericht geschaffen.

## Richter
- Friedrich von Oertzen (1802–1818)
- Maximilian von Liebeherr (ab 1845)
- Fedor Spangenberg (1876–1879)